# 성남대로
성남대로(城南大路, Seongnam-daero)는 경기도 성남시 분당구 구미동 하나로마트 성남분당농수산물유통센터사거리에서 서울특별시 송파구 장지동 복정역 교차로를 잇는 도로이다. 성남시의 중앙부 남북을 관통하는 간선도로로, 성남시 남쪽 경계의 하나로마트 성남유통센터사거리에서 용구대로와 직결되며 용인시로 연결되며, 복정역 교차로에서 송파대로와 직결되어, 서울특별시와 연결된다. 복정역 교차로 ~ 성남 나들목 부분은 국도 제3호선의 일부 구간이다. 또한 복정교에서 가천대역까지 수도권제1순환고속도로와 분당수서로와 나란히 지난다.
이 도로와 가까운 곳에 위치한 서현역과 수내역을 제외하고 분당선의 복정역부터 오리역까지 거의 대부분의 구간은 이 도로를 그대로 따라 통과한다.
성남대로 도심 내의 최고제한속도는 최근 제한속도 하향 정책으로 인한 안전속도 설정에 기반하여 최고제한속도를 60km/h로 하향 중이며 아직까지는 제한속도 70으로 유지 중이다.

## 역사
- 1996년 11월 18일 : 경기도 지방도 대개편으로 지방도 제385호선이 폐지되면서 시도로 격하[1]
- 2009년 7월 10일 : 2개 이상 시·도에 걸쳐 있는 도로로 성남대로를 고시[2]

## 주요 경유지
경기도
- 성남시 (분당구 - 중원구 - 수정구)

서울특별시
- 송파구

## 노선
| 이름                            | 접속 노선                                                    | 소재지          | 소재지                                                                | 비고                                                               |
| 용구대로와 직결                 | 용구대로와 직결                                              | 용구대로와 직결 | 용구대로와 직결                                                       | 용구대로와 직결                                                    |
| ------------------------------- | ------------------------------------------------------------ | --------------- | --------------------------------------------------------------------- | ------------------------------------------------------------------ |
| 농수산물센터사거리              | 분당수서로 성남대로2번길                                     | 성남시          | 분당구                                                                |                                                                    |
| 오리삼거리                      | 구미로                                                       | 성남시          | 분당구                                                                |                                                                    |
| 오리역                          | 성남대로43번길 성남대로54번길                                | 성남시          | 분당구                                                                |                                                                    |
| 동막교사거리                    | 탄천상로                                                     | 성남시          | 분당구                                                                |                                                                    |
| 낙생교                          | 금곡로                                                       | 성남시          | 분당구                                                                |                                                                    |
| 미금사거리                      | 미금일로                                                     | 성남시          | 분당구                                                                |                                                                    |
| 미금역사거리                    | 돌마로                                                       | 성남시          | 분당구                                                                |                                                                    |
| 청솔마을사거리                  | 미금로                                                       | 성남시          | 분당구                                                                |                                                                    |
| 금곡사거리                      | 금곡로                                                       | 성남시          | 분당구                                                                |                                                                    |
| 불정교사거리                    | 불정로                                                       | 성남시          | 분당구                                                                |                                                                    |
| 금곡교사거리                    | 정자로                                                       | 성남시          | 분당구                                                                |                                                                    |
| 정자역                          | 성남대로331번길 성남대로343번길                              | 성남시          | 분당구                                                                |                                                                    |
| 궁내사거리                      | 느티로                                                       | 성남시          | 분당구                                                                |                                                                    |
| 백궁삼거리                      | 성남대로407번길                                              | 성남시          | 분당구                                                                |                                                                    |
| 궁내교                          |                                                              | 성남시          | 분당구                                                                |                                                                    |
| 백궁사거리                      | 황새울로                                                     | 성남시          | 분당구                                                                |                                                                    |
| 정자사거리                      | 백현로                                                       | 성남시          | 분당구                                                                |                                                                    |
| 분당사거리                      | 수내로                                                       | 성남시          | 분당구                                                                |                                                                    |
| 내정교                          |                                                              | 성남시          | 분당구                                                                |                                                                    |
| 서현사거리                      | 분당로                                                       | 성남시          | 분당구                                                                |                                                                    |
| 이매사거리 (이매지하차도)       | 국가지원지방도 제57호선 (서현로)                             | 성남시          | 분당구                                                                |                                                                    |
| 이매역사거리                    | 이매로                                                       | 성남시          | 분당구                                                                |                                                                    |
| 물방아삼거리                    | 성남대로779번길                                              | 성남시          | 분당구                                                                |                                                                    |
| 하탑사거리 (하탑지하차도)       | 판교로                                                       | 성남시          | 분당구                                                                |                                                                    |
| 야탑9교                         |                                                              | 성남시          | 분당구                                                                |                                                                    |
| 야탑역사거리                    | 야탑로                                                       | 성남시          | 분당구                                                                |                                                                    |
| 장미사거리 (성남종합버스터미널) | 장미로                                                       | 성남시          | 분당구                                                                |                                                                    |
| 성남교                          |                                                              | 성남시          | 분당구                                                                |                                                                    |
| 야탑사거리                      | 양현로                                                       | 성남시          | 분당구                                                                |                                                                    |
| 성남시청                        |                                                              | 성남시          | 중원구                                                                |                                                                    |
| 성남시청 교차로                 | 국도 제3호선 (성남이천로) 여수대로 (110호선 제2경인고속도로) | 성남시          | 중원구                                                                | 국도 제3호선 구간 여수대로 나들목을 통해 제2경인고속도로 간접 연결 |
| 여수사거리 (성남 나들목)        | 100호선 수도권제1순환고속도로 국도 제3호선 (경충대로)        | 성남시          | 중원구                                                                | 국도 제3호선 구간                                                  |
| 모란시장사거리                  | 지방도 제338호선 (둔촌대로)                                  | 성남시          | 중원구                                                                | 국도 제3호선 구간                                                  |
| 모란시외버스정류장              |                                                              | 성남시          | 중원구                                                                | 국도 제3호선 구간                                                  |
| 모란삼거리                      | 광명로                                                       | 성남시          | 중원구                                                                | 국도 제3호선 구간                                                  |
| 모란사거리                      | 산성대로                                                     | 성남시          | 중원구                                                                | 국도 제3호선 구간                                                  |
| 태평역사거리                    | 수정로                                                       | 성남시          | 수정구                                                                | 국도 제3호선 구간                                                  |
| 태평고개사거리                  | 남문로 성남대로1279번길                                      | 성남시          | 수정구                                                                | 국도 제3호선 구간                                                  |
| 성남병원앞삼거리                | 태평로                                                       | 성남시          | 수정구                                                                | 국도 제3호선 구간                                                  |
| 가천대학교 글로벌캠퍼스         |                                                              | 성남시          | 수정구                                                                | 국도 제3호선 구간                                                  |
| (동서울대학교입구)              | 탄천로                                                       | 성남시          | 수정구                                                                | 국도 제3호선 구간                                                  |
| 복정교                          |                                                              | 성남시          | 수정구                                                                | 국도 제3호선 구간                                                  |
| 서울특별시                      | 송파구                                                       |                 |                                                                       | 국도 제3호선 구간                                                  |
| 서울특별시                      | 송파구                                                       | 복정역 교차로   | 서울특별시도 제41호선 (헌릉로) 서울특별시도 제71호선 지방도 제342호선 | 국도 제3호선 구간                                                  |
| 송파대로와 직결                 |                                                              |                 |                                                                       |                                                                    |

## 주요 건물 및 시설
- 오리역 (경기도 성남시 분당구 성남대로 지하55)
- 성남우편집중국 (경기도 성남시 분당구 성남대로 57)
- 성남고용센터 (경기도 성남시 분당구 성남대로 146)
- 한국방송통신대학교 성남시학습관 (경기도 성남시 분당구 성남대로 150)
- 미금역 (경기도 성남시 분당구 성남대로 지하156)
- 정자역 (경기도 성남시 분당구 성남대로 지하333)
- 로얄팰리스 (경기도 성남시 분당구 성남대로 449)
- 분당중앙공원 황새울광장, 야외공연장 (경기도 성남시 분당구 성남대로 550)
- 이매역 (경기도 성남시 분당구 성남대로 지하738)
- 성남아트센터 (경기도 성남시 분당구 성남대로 808)
- 야탑역 (경기도 성남시 분당구 성남대로 지하903)
- 성남시청 (경기도 성남시 중원구 성남대로 997)
- 뉴코아아울렛 모란점 (경기도 성남시 중원구 성남대로 1136)
- 모란역 (경기도 성남시 중원구 성남대로 지하1147)
- KT모란빌딩 (경기도 성남시 수정구 성남대로 1183)
- 수진2동행정복지센터 (경기도 성남시 수정구 성남대로 1204)
- 태평역 (경기도 성남시 수정구 성남대로 지하1229)
- 성남수정경찰서 (경기도 성남시 수정구 성남대로 1259)
- 가천대역 (경기도 성남시 수정구 성남대로 지하1332)
- 가천대학교우편취급국 (경기도 성남시 수정구 성남대로 1342)
- 가천대학교 글로벌캠퍼스 (경기도 성남시 수정구 성남대로 1342)
- 서울송파경찰서 장지치안센터 (서울특별시 송파구 성남대로 1576)